# Wzgórza mają oczy II
Wzgórza mają oczy II (tytuł oryg. 	The Hills Have Eyes Part II) – amerykański horror filmowy z 1985 roku, sequel filmu Wzgórza mają oczy (1977).
Bohaterami filmu są młodzi motocykliści, którzy w trakcie przemierzania pustyni stają się ofiarami żyjących z dala od cywilizacji kanibali.